# Křečhoř
Křečhoř är en ort i Tjeckien.   Den ligger i regionen Mellersta Böhmen, i den centrala delen av landet, 50 km öster om huvudstaden Prag. Křečhoř ligger 307 meter över havet och antalet invånare är 406.
Terrängen runt Křečhoř är lite kuperad. Runt Křečhoř är det ganska tätbefolkat, med 52 invånare per kvadratkilometer. Närmaste större samhälle är Kolín, 5,3 km öster om Křečhoř. Trakten runt Křečhoř består till största delen av jordbruksmark.